# روزويل وينانز
روزويل وينانز (بالإنجليزية: Roswell Winans)‏ هو ضابط أمريكي، ولد في 9 ديسمبر 1887 في بروكفيل في الولايات المتحدة، وتوفي في 7 أبريل 1968 في سان دييغو في الولايات المتحدة.